# Gaúcho Bowl
O Gaúcho Bowl é o jogo final do Campeonato Gaúcho de Futebol Americano. Seu nome é derivado do Super Bowl, o jogo do campeonato da NFL que decide o campeão da temporada.

## Cronologia
| GB   | Ano  | Campeão               | Resultado | Vice-campeão              | Local                                                    | Ref.   |
| ---- | ---- | --------------------- | --------- | ------------------------- | -------------------------------------------------------- | ------ |
| I    | 2008 | Porto Alegre Pumpkins | 14 – 07   | Santa Cruz do Sul Chacais | 7º Batalhão de Infantaria Blindado, Santa Cruz do Sul-RS | [ 1 ]  |
| II   | 2010 | Porto Alegre Pumpkins | 07 – 00   | Santa Cruz do Sul Chacais | Estádio dos Plátanos, Santa Cruz do Sul-RS               | [ 2 ]  |
| III  | 2011 | Santa Maria Soldiers  | W.O       | Porto Alegre Bulls        | –                                                        | [ 3 ]  |
| IV   | 2012 | Porto Alegre Pumpkins | 14 – 20   | Santa Maria Soldiers      | Estádio da UFSM, Santa Maria-RS                          | [ 4 ]  |
| IV   | 2012 | Porto Alegre Pumpkins | 20 – 13   | Santa Maria Soldiers      | Estádio da UNISINOS, São Leopoldo-RS                     | [ 5 ]  |
| V    | 2013 | Santa Maria Soldiers  | 50 – 00   | Ijuí Drones               | Estádio Poliesportivo de Ijuí, Ijuí-RS                   | [ 6 ]  |
| VI   | 2014 | Porto Alegre Pumpkins | 13 – 09   | Santa Cruz do Sul Chacais | Parque Esportivo da PUCRS, Porto Alegre-RS               | [ 7 ]  |
| VII  | 2015 | Juventude FA          | 28 – 06   | Porto Alegre Pumpkins     | Parque Esportivo da PUCRS, Porto Alegre-RS               | [ 8 ]  |
| VIII | 2016 | Santa Maria Soldiers  | 21 – 03   | Juventude FA              | Estádio Beira-Rio, Porto Alegre-RS                       | [ 9 ]  |
| IX   | 2017 | Santa Maria Soldiers  | 31 – 07   | Juventude FA              | Estádio Presidente Vargas, Santa Maria-RS                | [ 10 ] |
| X    | 2018 | Santa Maria Soldiers  | 28 – 00   | Porto Alegre Gorillas     | Estádio Presidente Vargas, Santa Maria-RS                | [ 11 ] |
| XI   | 2019 | Santa Maria Soldiers  | 40 – 00   | Venâncio Aires Bulldogs   | Parque Esportivo da PUCRS, Porto Alegre-RS               | [ 12 ] |
| XII  | 2022 | Santa Maria Soldiers  | 17 – 14   | Porto Alegre Pumpkins     | Estádio Presidente Vargas, Santa Maria-RS                | [ 13 ] |
| XIII | 2023 | Santa Maria Soldiers  | 32 – 14   | Porto Alegre Pumpkins     | Estádio dos Eucaliptos Santa Cruz do Sul                 | [ 14 ] |

## Títulos
| Títulos | Time                  | Anos                                            |
| ------- | --------------------- | ----------------------------------------------- |
| 8       | Santa Maria Soldiers  | 2011, 2013, 2016, 2017, 2018, 2019, 2022 e 2023 |
| 4       | Porto Alegre Pumpkins | 2008, 2010, 2012 e 2014                         |
| 1       | Juventude FA          | 2015                                            |

## Gigante Bowl
A edição do Gaúcho Bowl de 2016 recebeu o nome de Gigante Bowl. Em um evento inédito no Estado do Rio Grande do Sul, a equipe do Santa Maria Soldiers derrotou o Juventude FA na noite de sábado do dia 18 de junho. O evento, promovido pelo Internacional, em seu estádio, o Beira Rio, começou ainda na parte da tarde e contou com apresentação de bandas gaúchas, como Tchê Barbaridade, Papas da Língua e a portuguesa Kátia Aveiro, irmã do futebolista Cristiano Ronaldo. Na ocasião, os Soldiers conquistaram seu terceiro título e saíram na frente ao final do segundo quarto, com um touchdown, além do ponto extra marcado por Maurício Faé. Ao final do primeiro tempo, o Juventude descontou, com chute de Matheus Ely. Logo após o início do terceiro quarto, mais um touchdown que deu vantagem quase definitiva na partida. Nos minutos finais ainda houve mais um avanço total que deu números finais ao placar.